# Silvia del Rosario Giacoppo
Silvia del Rosario Giacoppo (San Salvador de Jujuy, 1 de mayo de 1959) es una abogada y política argentina de la Unión Cívica Radical. Se desempeñó como senadora nacional por la provincia de Jujuy desde 2015. Fue presidenta del Parlamento Latinoamericano entre 2022 y 2023, mientras era senadora.

## Biografía
Nació en San Salvador de Jujuy en 1959, en una familia descendientes de sanmarinenses. Estudió abogacía en la Universidad del Norte Santo Tomás de Aquino, en Tucumán, recibiéndose en 1984. Se especializó en derecho de familia, realizando un posgrado.
En su provincia natal ejerció como abogada en la localidad de Monterrico, donde también ha sido docente de nivel secundario y terciario, y productora tabacalera.
Integrante de la Unión Cívica Radical (UCR), fue convencional provincial y nacional del partido entre 1986 y 1992. Entre 1987 y 1991 fue intendenta de Monterrico, siendo la primera persona electa en el cargo.
En las elecciones legislativas de 2011, fue segunda candidata a senadora nacional en la lista de la UCR. En 2015 asumió como senadora nacional por la provincia de Jujuy para completar los dos años faltantes del mandato de Gerardo Morales, quien había sido elegido gobernador.
En 2017, fue electa senadora para un período de seis años, al ocupar el segundo lugar en la lista del Frente Jujeño Cambiemos encabezada por Mario Fiad. Ese mismo año votó a favor de la reforma previsional, y en 2018 votó en contra del proyecto de Ley de Interrupción Voluntaria del Embarazo. En diciembre de 2019 se juramentó como integrante del Consejo de la Magistratura en representación del Senado, reemplazando a Olga Inés Brizuela y Doria.
Desde 2020, preside la comisión de Turismo y es vicepresidenta de la comisión de Legislación General. También es vocal en las comisiones de Asuntos Constitucionales; de Justicia; de Economías Regionales; de Trabajo y Previsión Social; de Agricultura, Ganadería y Pesca; y Banca de la Mujer.